# 1985–1986-os magyar női vízilabda-bajnokság
Az 1985–1986-os magyar női vízilabda-bajnokság a harmadik magyar női vízilabda-bajnokság volt. A bajnokságban hat csapat indult el, a csapatok két kört játszottak.

## Tabella
| #  | Csapat          | M  | Gy | D | V | G+  | G-  | P  |
| -- | --------------- | -- | -- | - | - | --- | --- | -- |
| 1. | BVSC            | 10 | 9  | 1 | 0 | 156 | 51  | 19 |
| 2. | Vasas SC        | 10 | 7  | 1 | 2 | 133 | 73  | 15 |
| 3. | Szentesi Vízmű  | 10 | 5  | 3 | 2 | 114 | 63  | 13 |
| 4. | Bp. Honvéd      | 10 | 4  | 1 | 5 | 108 | 81  | 9  |
| 5. | Szolnoki Vízügy | 10 | 1  | 1 | 8 | 49  | 158 | 3  |
| 6. | Eger SE         | 10 | 0  | 1 | 9 | 45  | 179 | 1  |

* M: Mérkőzés Gy: Győzelem D: Döntetlen V: Vereség G+: Dobott gól G-: Kapott gól P: Pont
A bajnok BVSC játékoskerete: Bajusz Andrea, Dénes Andrea, Gál Katalin, Gerencsér Anita, Gombás Adrien, Hurák Andrea, Kékesi Mária, Kertész Zsuzsa, Kókai Ildikó, Miklósfalvy Éva, Sárosi Erzsébet, Sólyom Ildikó, Szalkay Orsolya, Takács Ildikó, Tóth Beatrix, Varga Katalin, Edző: Dolnai Ottó
A második Vasas játékoskerete: Dancsa Katalin, Fülöp Beatrix, Gallov Gabriella, Gruber Laura, Horváth Csilla, Kiss Dorottya, Kolossa Andrea, Molnár Eszter, Oláh Márta, Orbán Gabriella, Schäffer Zsuzsa, Slavei Krisztina, Szédlmayer Ildikó, Török Krisztina, Várkonyi Gabriella, Vigh Alexa, edző: Merész András és Ördög Éva 
A harmadik Szentes játékoskerete: Csákó Ágnes, Eke Andrea, Erdőháti Modeszta, Huff Zsuzsa, Justin Viktória, Kádár Judit, Kozák Ágnes, Nagy Éva, Papp Éva, Pengő Erzsébet, Rónaszéki Ildikó, Szamosi Csilla, Sztankovics Timea, Vincze Edit, edző: Tóth Gyula